# أنتي أنيتش
أنتي أنيتش هو لاعب كرة قدم كرواتي في مركز الوسط، ولد في 8 يونيو 1989 في زغرب في كرواتيا. لعب مع NK Rudeš ‏.

## وصلات خارجية
- أنتي أنيتش على موقع قاعدة بيانات كرة القدم.إي يو (الإنجليزية)
- أنتي أنيتش على موقع Soccerway.com (الإنجليزية)
- أنتي أنيتش على موقع عالم كرة القدم.نت (الإنجليزية)